# Голод в Британской Индии
Го́лод в Брита́нской И́ндии — массовый голод, охватывавший обширные территории Индии, после перехода её под колониальное правление Британии. В частности, во время последнего эпизода голода в 1943 году в Бенгалии, вызванного тем, что Черчилль перенаправил поставки еды из этого региона в Британию и дружественные страны, например, Грецию, умерло до 4 миллионов человек. Комментируя это, Черчилль сказал: «Я ненавижу индийцев. Они звероподобные люди с звероподобной религией. Голод — это их собственная вина, потому что они плодятся, как кролики».

## История
В период прямого правления короны Индия была потрясена рядом вспышек голода и эпидемий. В течение Великого голода 1876—1878 годов погибло от 6,1 до 10,3 млн человек, во время Индийского голода 1899—1900 годов от 1,25 до 10 млн чел.
В результате битвы при Плесси (23 июля 1757) индийское навабство Бенгалия перешло под власть Британской Ост-Индской компании.
Компании достались ценности из бенгальской казны на сумму в 5,26 миллиона фунтов стерлингов. Компания присвоила и весь фискальный аппарат Бенгалии. Резко выросли налоги, в том числе в два раза увеличился поземельный налог. Местным купцам было запрещено заниматься внешней торговлей. Британцы ввели внутренние таможни, монополизировали важнейшие отрасли внутрибенгальской торговли. Сотни тысяч бенгальских ремесленников были прикреплены к факториям компании, куда обязаны были сдавать свою продукцию по минимальным ценам.
В 1762 году Роберт Клайв и другие высшие служащие компании образовали общество для торговли солью, бетелем и табаком в Бенгалии, Бихаре и Ориссе. Заминадары и непосредственные производители были обязаны сдавать товары этому обществу по низкой цене. Это вело к разорению индийских землевладельцев.
Обеднение населения привело к голоду 1769—1773 годов, во время которого погибло от 7 до 10 миллионов бенгальцев.
Генерал-губернатор Корнуоллис сообщал: «В течение ряда лет сельское хозяйство и торговля приходили в упадок, и в настоящее время население этих провинций (Бенгалия, Бихар, Орисса), за исключением шроффов и баньянов, быстро идет навстречу всеобщей бедности и разорению». Тяжелым бременем ложилось на княжества, подчиненные Ост-Индской компании, содержание «субсидиарного войска» и обслуживание кабальных займов. Крестьяне Карнатаки тысячами покидали свои земли.
В 1780-х—1790-х годах в Бенгалии от грибка, поразившего от 50 % до 90 % продовольствия, а также холеры и чумы, снова разразился голод, погибло несколько миллионов человек. Были поражены также Бенарес, Джамму, Бомбей и Мадрас.
- 1800—1825 гг. умер 1 млн человек;
- 1825—1850 гг. — 400 тыс.;
- 1850—1875 гг., поражены Бенгалия, Орисса, Раджастан, Бихар, умерло 5 млн;
- 1875—1900 гг. — умерло 26 млн[2].

В Бомбее и Мадрасе, погибло по данным британской администрации около 2,5 млн, а по индийским данным около 10 млн человек.
В 1942—1943 годах территорию Бенгалии, север и восток Индии снова охватили голод и болезни, жертвами которого стало более 5 миллионов человек.
В целом, несмотря на голод и эпидемии, население Британской Индии выросло со 185 млн в 1800 году до 380 млн в 1941 году.